# Mafia gallega
La mafia gallega son grupos de contrabando de drogas en la región española de Galicia. Debido a las actividades de estos clanes, Galicia es citada a menudo como el principal punto de entrada de la cocaína colombiana en Europa. 

## Historia
La mafia gallega tiene sus orígenes en la crisis del sector pesquero en Galicia durante la década de 1980. Tradicionalmente, la economía de la región se había basado en la pesca, gracias a su extensa línea costera y condiciones geográficas favorables. Sin embargo, el debilitamiento del sector llevó a muchos marineros a dedicarse al contrabando de tabaco como alternativa económica.
El éxito de estas actividades ilegales derivó en la formación de clanes familiares que profesionalizaron el contrabando y, con el tiempo, ampliaron sus operaciones al tráfico de hachís y cocaína. Aprovechando su conocimiento del mar y la costa gallega como punto estratégico, establecieron vínculos con cárteles latinoamericanos, especialmente colombianos, convirtiendo a Galicia en una de las principales puertas de entrada de droga a Europa.

## Actividades
Actualmente, las redes de contrabando gallegas no se centran únicamente en el tabaco. El negocio ilegal comenzó a expandirse cuando los clanes criminales locales establecieron contactos con organizaciones en Colombia y Marruecos. A través de estas conexiones, los grupos de crimen organizado gallego trafican cocaína y hachís, además de tabaco ilegal, hacia la península ibérica. Desde Galicia, la droga se distribuye a otras ciudades españolas mediante contactos locales o mediante grupos criminales compuestos por expatriados colombianos.
También se trafica frecuentemente con droga hacia el norte de Portugal. Además, mafias británicas han establecido lazos en Galicia, cooperando con clanes locales para introducir estupefacientes que luego son transportados al Reino Unido y distribuidos allí por bandas británicas. En los últimos años, algunos clanes gallegos también han estado involucrados en la importación y distribución de heroína, colaborando con mafias albanesas y turcas.
La competencia entre clanes ha generado enfrentamientos violentos, incluyendo asesinatos, secuestros y torturas, perpetrados tanto por miembros gallegos como por sicarios colombianos. Uno de los episodios más notorios fue la masacre de "O Hostal da Ría", ocurrida el 26 de enero de 1997 en Vilanova de Arousa, donde un narcotraficante asesinó a cinco personas para evitar que testificaran sobre su implicación en el tráfico de heroína.
Durante las décadas de 1980 y 1990, algunos narcos intentaron ganar el favor de la población financiando fiestas populares, escuelas, equipos de fútbol y ayudando a personas necesitadas. Uno de los casos más conocidos fue el del narco Sito Miñanco, quien patrocinó al equipo Club Juventud Cambados. A pesar de ser un club de una pequeña localidad, sus jugadores estaban entre los mejor pagados de España.

## Acusaciones de corrupción política
Han surgido acusaciones de corrupción política vinculadas a la mafia gallega, especialmente tras la aparición de fotografías del entonces presidente de la Xunta de Galicia, Alberto Núñez Feijóo, de vacaciones con el contrabandista condenado Marcial Dorado, a principios de los años 90.  Las imágenes, publicadas años después, generaron polémica y alimentaron la percepción de que ciertos clanes del crimen organizado podrían haber influido en la política gallega.
El Partido Popular de Galicia ha sido acusado en varias ocasiones de haber recibido financiación procedente del narcotráfico, aunque estas acusaciones no han resultado en condenas judiciales. 
Además, algunos políticos locales fueron arrestados por sus presuntos vínculos con el crimen organizado. Entre ellos destacan Alfredo Bea Gondar, exalcalde de O Grove (1983–1991), y José Ramón Barral Martínez, conocido como "Nené", exalcalde de Ribadumia (1983–2001), ambos implicados en investigaciones relacionadas con redes de narcotráfico gallegas.

## Clanes destacados

### Os Charlines
Liderado por Manuel Charlín Gama, probablemente sea el clan de crimen organizado más destacado que opera en la región. Sus principales fuentes de ingresos son el tráfico de drogas y el contrabando de tabaco. También se han visto implicados en asesinatos e intimidación de testigos. Sus principales áreas de actividad son España y Portugal. Manuel Charlín fue arrestado el 9 de agosto de 2018 en una importante operación antidroga.

### Os Caneo
Activo en el mismo ámbito que el clan Charlín, el clan fundado por Manuel Baulo es conocido por tener los mejores contactos con grupos criminales británicos. Mantienen una disputa con el clan Charlín.

### Clan Oubiña
Fue uno de los clanes más influyentes durante la década de 1980, bajo el liderazgo de Laureano Oubiña y con base en Vilagarcía de Arousa. Actualmente, el grupo estaría dirigido por David Pérez.

### Os Lulús
Clan con base en Muxía que controla el tráfico de cocaína en la región de A Costa da Morte. Actualmente, es considerado el clan más poderoso de la zona..

### Os Piturros
Clan familiar de Vilanova de Arousa, activo en el contrabando de drogas desde la década de 1980 en la zona de la Ría de Arousa..

### Clan de Neaño
Con base en la comarca de Bergantiños, estuvo liderado por Elisa González Botana, quien fue arrestada en 2014.